# Zhonghe (socken i Kina, Guangxi)
Zhonghe (kinesiska: 中和乡, 中和) är en socken i Kina. Den ligger i den autonoma regionen Guangxi, i den södra delen av landet, omkring 47 kilometer öster om regionhuvudstaden Nanning. Antalet invånare är 22113. Befolkningen består av 10 421 kvinnor och 11 692 män. Barn under 15 år utgör 23,0 %, vuxna 15-64 år 63 %, och äldre över 65 år 12,0 %.
Genomsnittlig årsnederbörd är 2 017 millimeter. Den regnigaste månaden är juli, med i genomsnitt 394 mm nederbörd, och den torraste är januari, med 36 mm nederbörd.